# Штрум Ілля Якович
Ілля́ Яко́вич Штру́м (1880, с. Веприк, Козелецький повіт, Чернігівська губернія — 1946) — вчений, педагог, доктор медичних наук, професор, ректор Харківського медичного інституту (1923—1925); директор Українського інституту робочої медицини; директор Дніпропетровського інституту патології і гігієни праці.

## Біографія
Народився в 1880 р. у селі Веприк Козелецького повіту Чернігівської губернії. Після закінчення медичного факультету Київського університету в 1910 р., почав працювати повітовим лікарем у Кобеляцькому повіті Полтавської губернії.
Був висланий з Полтавської губернії за революційну діяльність і політичну неблагонадійність.
Влаштувався в Подільській губернії лікарем на цукровий завод.
Під час Першої світової війни служить полковим лікарем на австрійсько-румунському фронті.
Після революції — член партії есерів, а в 1919 р. вступив в Російську комуністичну партію.
В 1922 р. — член правління Санітарно-бактеріологічного інституту Харківського медичного товариства.
1923—1925 рр. — очолює Харківську губернську лікарняну секцію, працює асистентом факультетської терапевтичної клініки.
З 28 вересня 1923 р. — ректор Харківського медичного інституту (ХМІ).
На початку 1923—1924 навчального року у ХМІ на п'ятому курсі були введені напрямки (ухили): лікувальний: терапевтична і хірургічна секції, й санітарно-профілактичний: санітарно-епідеміологічна секція та охорона материнства і дитинства.
У травні 1924 р. на І Всеросійській конференції з вищої медичної освіти навколо питання про ухили розгорнулася дискусія. Керівники наркомату охорони здоров'я РРФСР М.О. Семашко і З.П. Соловйов вважали, що спеціалізація повинна вестися після закінчення вузу. Делегати України відстоювали ухили: ректор Харківського медичного інституту І.Я. Штрум виступив з доповіддю «Нападки на українську систему ухилів є плодом непорозуміння».
Під час керування Штрума І. Я. медінститутом:
- була створена кафедра інфекційних хвороб (на базі інфекційного відділення військового шпиталю).
- на першій в Україні кафедрі рентгенології почали викладати нову дисциплину — рентгенологію.
- в 1923—1924 рр. починає діяти кафедра гігієни (перша в Україні)[1].

На базі кафедри гігієни та екології № 1 ХМІ з 1923 року було створено 4 профільних кафедри гігієни (гігієна праці, гігієна дітей та підлітків, гігієна харчування, комунальної гігієни).
Деякі кафедри починають поділятися на дві (кафедра неврології розділилася на: факультетської неврології та госпітальної неврології). В 1924 р. скасовується інститут політкомісарів у вищій школі, тому роль ректора в управлінні колективом викладачів і студентів значно зростає.
У 1923 р. вперше в країні була створена кафедра гігієни праці, яка працювала на базі організованого у тому ж році Інституту робітничої медицини (потім Харківського НДІ гігієни праці та професійних захворювань). Інститут і кафедра стали першим в УРСР науковим центром з охорони праці й боротьби з професійними хворобами. Почали відкривати філії в Сталіно, Одесі, Дніпропетровську.
14 листопада 1925 р. в Сталіно було відкрито Український інститут робочої медицини. Свої перші кроки нова науково-дослідна установа зробила під патронатом Харківського інституту робочої медицини як його філія. А ініціатором створення Донецького НДІ і його першим директором став ректор ХМІ доктор медичних наук, професор І. Я. Штрум.
Під його керівництвом першими об'єктами дослідження вчених стають гарячі цехи металургійного заводу і підприємства вугільної промисловості. З'являються перші структурні одиниці інституту — 5 лабораторій (хімічна, експериментально-морфологічна, клініко-діагностична, гірничо-фізіологічна і лабораторія професійної гігієни) та 2 відділи (клінічний й соціальної гігієни).
У ці роки очолює окружну лікарську секцію, потім став заступником голови НКВ Дніпропетровського окружного відділення товариства «Медсанпраця».
Наукова діяльність професора І. Я. Штрума спрямована на вивчення питань важливих проблем патології і гігієни праці в гірничій промисловості, як однієї з основних.
З 1930-х рр. працює в Дніпропетровському інституті гігієни праці та профзахворювань, де починається його основна наукова діяльність.
Потім профессор І. Я. Штрум стає директором Дніпропетровського інституту патології і гігієни праці.
У 30-ті рр. з особливою гостротою постало питання державного санітарного нагляду у всіх галузях народного господарства, що зумовило створення у 1931 р. санітарно-гігієнічного факультету Дніпропетровського медичного інституту (ДМІ). Започаткували його відомі вчені М. Б. Станішевська, Л. М. Горовиць-Власова, І. Я. Штрум, С. С. Каган, М. В. Донич.
З 1932 р. професор І. Я. Штрум очолює кафедру гігієни праці ДМІ, під орудою якого сформувалась методична основа викладання дисципліни .
У 1939 р. захищає дисертацію на здобуття наукового ступеня доктора медичних наук: «Вредные газы в металлургической промышленности».

## Напрацювання
- Туткевич Л. М. Зависимость реакции сосудов воспаленного уха от электролитного состояния среды: [из Лаборатории патологической физиологии Харківського медицинского института (проф. М. М. Павлов)] / Л. М. Туткевич, И. Я. Штрум. — Харьков: Науч. мысль, 1925. — 6 с. : график. — (Отт. из журн.: Врачебное дело. 1925. № 15/17. Стб. 1150—1152).
- Физиология труда в горячих цехах [Текст] / НКЗ — УССР ; Ответственный редактор профессор И. Я. Штрум. — Днепропетровск: Днепропетровский институт патологии и гигиены труда, 1935. — IV, 268 с., 4 л. табл.; 23 см — (Труды и материалы / Днепропетровский институт патологии и гигиены труда; Вып. 5).
- Штрум И. Я. Алкоголизм / И. Я. Штрум. — Харьков: Научная мысль, 1927. — 30, [1] с. — (Библиотека Санпросвета ; № 11)
- Штрум И. Я. Алкоголизм / И. Я. Штрум. — 4-е изд. — Харьков: Научная мысль, 1929. — 28, [4] с. : диагр. — (Библиотека Санпросвета ; № 11).
- Штрум И. Я. Вредные газы в металлургической промышленности: диссертация на соискание учен. степени доктора медицинских наук: тезисы / И. Я. Штрум. — Днепропетровск : 7 полигр. ф-ка им. 25-летия ВКП(б), [1939]. — 3 с.
- Штрум И. Я. Профессиональные болезни и как с ними бороться / И. Я. Штрум ; Санпросвет Наркомздрава УССР. — [Харьков]: Научная мысль, 1927. — 32 с., 6 рис.
- Штрум И. Я. Советская власть и санитарное просвещение / д-р И. Я. Штрум ; Санпросвет санчасти при командующем всеми вооруженными силами на Украине. — Харьков: УКРПУР, 1921. — 8 с.
- Патология и гигиена труда в мартеновском и прокатных цехах / Сталинский филиал Украинского государственного института патологии и гигиены труда ; под редакцией профессора Э. М. Кагана и доктора И. Я. Штрума. — Сталино: Диктатура труда, 1928. — [2], 466 с. — (Труды и материалы Украинского института патологии и гигиены труда ; выпуск. 7). — Режим доступа: http://library.kpi.kharkov.ua/scripts/irbis64r_01/cgiirbis_64.exe?LNG=&Z21ID=&I21DBN=REDK&P21DBN=REDK&S21STN=1&S21REF=5&S21FMT=fullwebr&C21COM=S&S21CNR=10&S21P01=0&S21P02=0&S21LOG=1&S21P03=K=&S21STR=социально-бытовые%20условия.